# Comuna Bronivka, Volociîsk
Bronivka (în ucraineană Бронівка) este o comună în raionul Volociîsk, regiunea Hmelnîțkîi, Ucraina, formată din satele Bronivka (reședința) și Vîdava.

## Demografie
Componența lingvistică a comunei Bronivka
     Ucraineană (98,91%)
     Alte limbi (0,96%)
Conform recensământului din 2001, majoritatea populației comunei Bronivka era vorbitoare de ucraineană (98,91%), existând în minoritate și vorbitori de alte limbi.